# Ruqaiya Hasan
Ruqaiya Hasan (née officiellement le 3 juillet 1931 – morte le 24 juin 2015) est un professeur de linguistique ayant enseigné dans plusieurs institutions d'Angleterre. Elle a terminé sa carrière à l'université Macquarie de Sydney, dont elle est devenue professeur émérite après sa retraite en 1994.

## Biographie
Née en 1931 à Pratapgarh, en Inde, Hasan fait des études à l'université d'Allahabad. Son frère aîné Zawwar Hasan, journaliste au Pakistan, déménage la famille à Lahore en 1954. De 1954 à 1956, Ruqaiya Hasan enseigne au Training College for Teachers of the Deaf de Lahore. En 1958, elle complète une maîtrise en littérature anglaise à l'université du Pendjab. De 1959 à 1960, elle enseigne l'anglais à la Queen Mary University of London. À l'aide d'une bourse, Hasan déménage à Édimbourg où elle fait des études en linguistique appliquée à l'université d'Édimbourg. Elle complète un Ph.D. en linguistique à cette université en 1964. Sa thèse s'intitule A Linguistic Study of Contrasting Features in the Style of Two Contemporary English Prose Writers.

## Sélection de travaux
- (en) Hasan, Ruqaiya. 1996. Ways of Saying: Ways of Meaning. Selected Papers of Ruqaiya Hasan, eds. C. Cloran, D. Butt & G. Williams. London: Cassell.
- (en) Hasan, Ruqaiya. 2005. Language, Society and Consciousness. Collected Works of Ruqaiya Hasan, Vol. 1, ed. J. Webster. London: Equinox.
- (en) Hasan, Ruqaiya. 2009. Semantic Variation: Meaning in Society and Sociolinguistics. Collected Works of Ruqaiya Hasan, Vol. 2, ed. J. Webster. London: Equinox.
- (en) Hasan, Ruqaiya. 2011. Language and Education: Learning and Teaching in Society. Collected Works of Ruqaiya Hasan, Vol. 3, ed. J. Webster. London: Equinox.
- (en) Hasan, Ruqaiya. forthcoming. Context in the System and Process of Language. Collected Works of Ruqaiya Hasan, Vol. 4, ed. J. Webster. London: Equinox.
- (en) Hasan, Ruqaiya. forthcoming. Describing Language: Form and Function. Collected Works of Ruqaiya Hasan, Vol. 5, ed. J. Webster. London: Equinox.
- (en) Hasan, Ruqaiya. forthcoming. Unity in Discourse: Texture and Structure. Collected Works of Ruqaiya Hasan, Vol. 6, ed. J. Webster. London: Equinox.
- (en) Hasan, Ruqaiya. forthcoming. Verbal Art: A Social Semiotic Perspective. Collected Works of Ruqaiya Hasan, Vol. 7, ed. J. Webster. London: Equinox.